# Remy C. van de Kerckhove
Remigius Corneel Van de Kerckhove (Mechelen, 25 september 1921 - Duffel, 2 januari 1958) was een Vlaamse dichter. Hij debuteerde in 1939 met Nachtelijke Razzia.

## Levensloop
Van de Kerckhove was een zoon van rijksambtenaar Pieter Van de Kerckhove uit Mechelen en van Rosalie Peremans uit Hoboken. Hij studeerde aan het koninklijk atheneum van Mechelen (1927-1939).
In 1942 werd hij technisch agent bij de Nationale Onderlinge Kas voor Gezinsvergoedingen in Brussel, tot 1 maart 1955.
In juni 1945 werd hij onder de wapens geroepen, ingelijfd bij de militaire politie en gedetacheerd bij het Amerikaanse leger. Hij was betrokken bij de bevrijding van Dachau en was gestationeerd in München en Nürnberg tot 1 juli 1946. Op 27 juli 1946 trad hij in het huwelijk met Josée Toye.
In 1949 richtte hij samen met Jan Walravens het avant-garde-tijdschrift Tijd en Mens op, dat de experimentele literatuur van na de Tweede Wereldoorlog introduceerde. Hij was redactiesecretaris en verantwoordelijk uitgever.
Naast zijn literaire werk had Van de Kerckhove een opmerkelijke voetbalcarrière. Hij voetbalde van 1938 tot 1947 als midvoor in het eerste elftal van Racing Mechelen.In 1947 wou hij transfer maar verkreeg er geen en hierdoor weigerde hij nog te spelen.Na een seizoen zonder voetbal kon hij zich aansluiten bij Union SG waar hij het tweede seizoen niet speelde.Daarna stapte hij dan over naar Crossing FC Ganshoren, waar hij nog speelde toen hij overleed. Vanaf 1953 was hij voetbalverslaggever bij het NIR. Omdat hij dit niet kon combineren met zijn leidinggevende functie bij Expo 58, liet hij zich vervangen door een oud-teamgenoot. Dit was het begin van de omroeploopbaan van Rik De Saedeleer. In totaal speelde Van de Kerckhove 12 wedstrijden in eerste klasse en maakte 1 doelpunt. In totaliteit speelde hij voor RC Mechelen 106 competitiewedstrijden en scoorde 52 doelpunten.Op 14 december 1941 staken vijf spelers omdat men terug winstpremie wil verkrijgen. Onder die vijf zijn Rik De Saedeleer en Remy Van de Kerckhove. De wedstrijd op Fléron FC werd gespeeld met vijf andere spelers waaronder de 41-jarige Hector Houthuys en zijn zoon Edward Houthuys die als doelman ter gelegenheid zal spelen. In de kranten staat Remy mee in de basisopstelling maar was mee met de wagen van De Saedeleer naar huis gereden (Bron Rik De Saedeleer). De zogenaamde Van de Kerckhove in de kranten moet dus Jules Van den Berghe zijn.
Hij militeerde bij de Belgische Socialistische Partij en werd in 1955  gedurende enkele maanden programmaleider voor de tv-uitzendingen van het Instituut Emile Vandervelde.
Van de Kerckhove werd adjunct-directeur van het Commissariaat-Generaal bij de Algemene Wereldtentoonstelling (Expo 58). Hij kwam op 36-jarige leeftijd om het leven bij een verkeersongeval toen hij van Antwerpen (EXPO 58) terug naar huis aan het rijden was.